# No Remorse (Album)
No Remorse (deutsch: Keine Reue) ist eine Kompilation der britischen Heavy-Metal-Band Motörhead. Sie enthält neben einer Best-of-Zusammenstellung aller bisherigen Studioalben auch Titel von verschiedenen Kollaborationen der Band sowie vier bislang unveröffentlichte Stücke.

## Entstehung
Nachdem Gitarrist Eddie Clarke durch Brian Robertson ersetzt worden war, begannen die Schwierigkeiten mit dem Label Bronze Records. Wahrscheinlich wegen mangelnden Vertrauens in das neue Line-up sollte der Nachfolger des 1983er Albums Another Perfect Day eine Best-of-Zusammenstellung werden. Zwischenzeitlich hatte sich die Besetzung der Band vollständig gewandelt, sowohl Robertson als auch Schlagzeuger Phil Taylor hatten die Band verlassen, an ihrer Stelle gehörten zu Motörhead nun mit Phil Campbell und Michael „Würzel“ Burston zwei Gitarristen, neuer Schlagzeuger war Pete Gill (ex-Saxon). Vor diesem Hintergrund forderte Kilmister, dass die Kompilation auch Lieder im neuen Line-up enthalten müsse. Im Mai 1984 nahm Motörhead in der neuen Besetzung insgesamt sechs neue Titel auf. Davon sind Killed by Death, Steal Your Face, Snaggletooth und Locomotive auf No Remorse vertreten. Die anderen beiden Titel hießen zwar beide Under the Knife, waren jedoch unterschiedliche Lieder und erschienen auf der B-Seite der Singleauskopplung Killed By Death.
Neben den Neuaufnahmen enthält No Remorse einen von Kilmister ausgewählten Querschnitt aus allen bis dahin erschienenen Studioalben. Weiterhin befinden sich auf dem Album zwei Titel der gemeinsam mit Girlschool als Headgirl eingespielten Single St. Valentine's Day Massacre: Please Don't Touch ist eine Coverversion eines Titels von Johnny Kidd & the Pirates, Emergency wurde von Girlschool geschrieben.
Das Album wurde von Bronze Records intensiv promotet, das Label bewarb Motörhead mit einem Fernsehspot als „lauteste Band der Welt“. Zur Single Killed By Death wurden Promotionfotos gemacht, auf denen jedes Bandmitglied in einer gestellten Szene auf andere Art und Weise hingerichtet wird. Ebenso wurde im US-Bundesstaat Arizona ein Musikvideo zu dem Lied gedreht, das von MTV allerdings wegen anstößiger Szenen boykottiert wurde. Neben der Standardausgabe veröffentlichte Bronze Records eine auf 5000 Stück limitierte Sonderedition im Ledereinband.

## Titelliste
1. Ace of Spades – 2:48
2. Motorhead – 3:37
3. Jailbait – 3:33
4. Stay Clean – 2:42
5. Too Late, Too Late – 3:26
6. Killed by Death – 4:42
7. Bomber – 3:43
8. Iron Fist – 2:54
9. Shine – 3:11
10. Dancing on Your Grave – 4:30
11. Metropolis – 3:37
12. Snaggletooth – 3:51
13. Overkill – 5:15
14. Please Don't Touch – 2:49
15. Stone Dead Forever – 4:54
16. Like a Nightmare – 4:28
17. Emergency – 3:00
18. Steal Your Face – 4:31
19. Louie Louie – 2:55
20. No Class – 2:41
21. Iron Horse – 3:48
22. (We Are) The Road Crew – 3:12
23. Leaving Here – 3:05
24. Locomotive – 3:25

## Kritiken
Jason Birchmeier von Allmusic bezeichnet No Remorse als das definitive Greatest-Hits-Album der Band. Es biete nicht nur einen repräsentativen Querschnitt, sondern enthalte mit dem Frühwerk Louie Louie, den B-Seiten Too Late, Too Late und Like A Nightmare und den Titeln der Headgirl-EP verschiedene seltenere Titel, was das Album sowohl für neue Hörer als auch für Sammler interessant mache. Uwe Lerch vom Rock Hard lobt die aufwändige Gestaltung der Doppel-LP mit vollständiger Bandbiographie, von Lemmy Kilmister kommentierten Liedtexten und umfangreichen Fotos aller Line-ups von Motörhead. Er hält insbesondere die vier neuen Stücke für die besten, sie seien „MOTÖRHEAD, wie sie mir immer gefallen haben: Dreckig und schnell“.

## Remorse? No! (40. Jubiläum)
Die Remorse? No! benannte Version von No Remorse wurde zum 40. Jubiläum der Veröffentlichung des Originalalbums zunächst am 20. April 2024 auf Vinyl anlässlich des Record Store Day und im Juni 2024 als  Doppel-CD-Set herausgegeben. Das Set ist eine alternative Version der Erstveröffentlichung mit neuen Sleeve Notes und enthält Demos, alternative Versionen oder Live-Darbietungen statt der Original-Tracks. Es durchläuft die von Kilmister ausgewählte Original-Reihenfolge.